# Saint-Denoual
 Saint-Denoual (en bretó Sant-Denwal) és un municipi francès, situat a la regió de Bretanya, al departament de Costes del Nord. L'any 1999 tenia 354 habitants.

## Demografia
| 1962                                       | 1968 | 1975 | 1982 | 1990 | 1999 |
| ------------------------------------------ | ---- | ---- | ---- | ---- | ---- |
| 382                                        | 369  | 330  | 342  | 362  | 354  |
| Des de 1962: població sense dobles comptes |      |      |      |      |      |

## Administració
| Període   | Identitat           | Partit |
| --------- | ------------------- | ------ |
| 2001-2008 | Jean Bonenfant      |        |
| 2008-     | Marie-Thérèse Salou |        |